# ビージャール郡
ビージャール郡（ペルシア語: شهرستان بانه）とは、イランのコルデスターン州の郡である。郡中心市はビージャール。
2016年当時の人口は人口89,162人。郡は中心地区とChang Almas地区、Korani地区の3つに区画され、ビージャールとバーバーラシャーニー、Tup Aghaj、Pir Taj、ヤースーキャンドの5つの市（シャフル）が属している。